# Deltanus bicolor
Deltanus bicolor är en insektsart som beskrevs av Beamer 1950. Deltanus bicolor ingår i släktet Deltanus och familjen dvärgstritar. Inga underarter finns listade i Catalogue of Life.